# Delavil
Delavil fue un grupo de rock oriundo de Colombia, de reciente formación, integrado por músicos experimentados de la escena rock de su país.

## Historia
La banda Delavil fue fundada en 2006 por el Ingeniero de sonido Andrés Landinez, el ibaguereño Víctor Rondón (fue integrante de varios grupos de música folclórica), Guillermo Morales Vitola y Daniel Restrepo, músicos con trayectoria en reconocidos grupos de rock en Bogotá como Marlohábil, Yuri Gagarin (ambos referentes del rock alternativo de los años 90) y Los Telebolitos.
Su crecimiento estuvo acompañado por la participación en la banda sonora de la película Las Cartas del Gordo (2006), la semifinal del Motorokr Fest 2007 (concurso organizado en Argentina por Motorola y la cadena Fox) y conciertos frecuentes en el circuito de bares rock de Bogotá y otras ciudades.
En 2008 la banda grabó Delavil, su primer trabajo discográfico, el cual fue presentado en Rock al Parque y fue elegida la banda del año en Colombia por los oyentes de Radiónica. Ese mismo año se encargaron de abrir la presentación que hizo en Colombia el guitarrista Joe Satriani, quien los eligió al escuchar el sencillo "La fuga".
El grupo a pesar de su corta vida, fue prenominado a varias categorías para el Grammy Latino 2009, en reconocimiento al trabajo de su productor Andrés Landínez. Además, su tema "Musa", ha sido promocionado en el canal MTV Latino.
El grupo se disolvió a inicios de 2011 por problemas entre algunos de sus integrantes, antes de lanzar un EP, que vendría a ser su segundo trabajo discográfico y faltando pocos días para participar por segunda oportunidad en Rock al Parque, el festival de rock realizado anualmente en Bogotá.

## Integrantes
- Víctor Rondón (voz, guitarra)
- Guillermo Morales (batería)
- Daniel Restrepo (bajo)
- Andrés Landinez (Ingeniería y Producción)

## Discografía
- Delavil. Belú Music (2008)